# Сарымсаков, Ташмухамед Алиевич
Ташмухамед Алиевич Сарымса́ков (10 сентября 1915, Шахрихан, Андижанская область — 18 декабря 1995, Ташкент) — советский и узбекский математик.

## Биография
Родился 10 сентября 1915 года (по другим источникам — 29 августа) в селе Шахрихан (ныне город, Андижанская область, Узбекистан).
В 1936 году окончил физико-математический факультет САГУ имени В. И. Ленина (Ташкент).
Сарымсаков — известный специалист по теории вероятностей и математической статистике. Автор более ста научных трудов. С 1936 года — научный работник, доцент, профессор САГУ (1942), заведующий кафедрой там же. Доктор физико-математических наук (1942), академик АН УзССР (1943),
В 1943—1944, 1952—1958, 1971 годах — ректор САГУ, в 1946—1952 годах — президент АН УзССР, в 1960—1971 годах — министр среднего и высшего образования УзССР.
Член ВКП(б) с 1944 года. Депутат ВС СССР 3 созыва (1950—1954).
Умер 18 декабря 1995 года.

## Награды и премии
- заслуженный деятель науки и техники Узбекской ССР (1960)
- Герой Социалистического Труда (03.04.1990)[1]
- Сталинская премия третьей степени (1948) — за разработку и внедрение в практику новых методов составления краткосрочных и долгосрочных прогнозов погоды[2]
- Государственная премия Узбекской ССР имени Бируни (1967)[3]
- четыре ордена Ленина (23.01.1946;[4] 16.1.1950;[5] 15.9.1961; 3.4.1990)[1]
- три ордена Трудового Красного Знамени (04.11.1944; 11.01.1957; 09.09.1971)
- орден «Знак Почёта» (01.03.1965)[6]
- орден Октябрьской революции (03.10.1975)[7]
- медаль «За трудовую доблесть» (06.11.1951)
- орден «За выдающиеся заслуги» (Узбекистан) (2002, посмертно)[8]